# Eccellenza
Eccellenza (Slovensko: Odličnost) je 5 nivo italijanskega nogometa. Nivo je popolnoma amaterski in je sestavljen iz 28 regionalnih lig in ima približno 474 moštev, ki v njih tekmujejo. Organizira jo Lega Nazionale Dilettanti (Slovensko: Nacionalna amaterska liga).

## Napredovanje in Izpad
V serijo D napreduje v celoti 36 ekip.
- 28 Ekip, ki so zmagovalke v svoji ligi
- 7 ekip iz Nacionalnega play-offa
- in 1, ki je zmagovalka Coppa Italia Dilettanti (Slovensko: Amaterski pokal Italije).

### Nacionalni play-off
Vse drugo uvrščene ekipe nastopijo v play-offu. Pari so določeni z žrebom in glede na to v kateri regiji se moštvo nahaja. Po žrebu je določenih 14 parov, katerih zmagovalci nastopijo v zadnjem delu play-offa, ki ima 7 parov. Sedem zmagovalnih ekip nato napreduje v Serijo D.

### Izpad
Sistem izpada v nižjo ligo, se razlikujejo po regijah vendar običajno se 3 ekipe iz vsake lige izločene v nižji nivo. Točno število Izpadlih ekip je tudi odvisno od števila izpadov iz Serije D. Če je teh ekip dosti, se ustrezno poveča tudi število izpadlih ekip.

## Lige po regijah
- Abruci Excellence (1 skupina, 18 ekip)
- Bazilikata Excellence (1 skupina, 16 ekip)
- Kalabrija Excellence (1 skupina, 16 ekip)
- Kampanija Excellence (2 skupini, 18 ekip)
- Emilija-Romanja Excellence (2 skupini, 18 ekip)
- Furlanija-Juliska krajina Excellence (1 skupina, 18 ekip)
- Lacio Excellence (2 skupini, 18 ekip)
- Ligurija Excellence (1 skupina, 16 ekip)
- Excellence Lombardija (3 skupin, 18 ekip)
- Marke Excellence (1 skupina, 16 ekip)
- Molize Excellence (1 skupina, 16 ekip)
- Excellence Piemont -Dolina Aosta  (2 skupina, 16 ekip)
- Apulija Excellence (1 skupina, 20 ekip)
- Sardenija Excellence (1 skupina, 16 ekip)
- Sicilija Excellence (2 skupina, 16 ekip)
- Toskana Excellence (2 skupini, 16 ekip)
- Trentino-Alto Adige Excellence (1 skupina, 16 ekip)
- Umbrija Excellence (1 skupina, 16 ekip)
- Benečija Excellence (2 skupini, 16 ekip)